# Heavy Weather
Albums de Weather Report
Black Market
(1976) Mr. Gone
(1978)
Heavy Weather est le huitième album studio du groupe de jazz fusion américain Weather Report, sorti en 1977 sur le label Columbia.
Le quintet intègre notamment Jaco Pastorius pour son deuxième album avec le groupe après Black Market, et le premier sur lequel il joue sur l'ensemble des titres.
L'album débute par Birdland, devenu un standard de jazz et est devenu un incontournable pour les bassistes car il contient trois grands classiques avec Jaco Pastorius : deux de ses compositions, Teen Town et Havona, ainsi que Birdland.
Heavy Weather reçoit en 2011 le Grammy Hall of Fame Award. 

## Titres
| No | Titre             | Musique                    | Durée |
| -- | ----------------- | -------------------------- | ----- |
| 1. | Birdland          | Joe Zawinul                | 5:57  |
| 2. | A Remark You Made | Joe Zawinul                | 6:51  |
| 3. | Teen Town         | Jaco Pastorius             | 2:51  |
| 4. | Harlequin         | Wayne Shorter              | 3:59  |
| 5. | Rumba Mamá        | Manolo Badrena, Alex Acuña | 2:11  |
| 6. | Palladíum         | Wayne Shorter              | 4:46  |
| 7. | The Juggler       | Joe Zawinul                | 5:03  |
| 8. | Havona            | Jaco Pastorius             | 6:01  |

## Enregistrement
Les séances d'enregistrement se sont déroulées en octobre 1976 au Devonshire Sound Studios à Hollywood (Californie).

## Musiciens
Selon le livret inclut avec l'album :
- Joe Zawinul
  - ARP 2600 sauf sur Rumba Mamá
  - piano électrique Fender Rhodes sauf sur Birdland, Rumba Mamá et Havona
  - Grand piano Yamaha sur Birdland, Harlequin, The Juggler et Havona
  - Oberheim Polyphonic Synthesizer (en) sauf sur Rumba Mamá, Palladíum et The Juggler
  - chant et mélodica sur Birdland
  - guitare et tabla sur The Juggler
- Wayne Shorter
  - saxophone soprano sauf sur A Remark You Made et Rumba Mamá
  - saxophone ténor sur Birdland, A Remark You Made et Palladíum
- Jaco Pastorius
  - basse fretless sauf sur Rumba Mamá
  - mandoloncelle sur Birdland et The Juggler
  - chant sur Birdland
  - batterie sur Teen Town
  - steel drums sur Palladíum
- Alex Acuña
  - batterie sauf sur Teen Town et Rumba Mamá
  - congas et tom-tons sur Rumba Mamá
  - clappements de mains sur The Juggler
- Manolo Badrena
  - tambourin sur Birdland
  - congas sur Teen Town, Rumba Mamá et Palladíum
  - chant sur Harlequin et Rumba Mamá
  - timbales sur Rumba Mamá
  - percussion diverses sur Palladíum et The Juggler

## Critique
Ce disque figure dans le livre Sounds of surprise, le jazz en 100 disques de Franck Médioni.